# Caupolicana nigriventris
Caupolicana nigriventris är en biart som beskrevs av Heinrich Friese 1904. Caupolicana nigriventris ingår i släktet Caupolicana och familjen korttungebin. Inga underarter finns listade.